# Tamara McKinley
Tamara McKinley (* 25. Februar 1948 in Launceston, Tasmanien) ist eine in Großbritannien lebende australische Roman-Schriftstellerin.

## Leben
McKinley wuchs bis zum Alter von zehn Jahren in Devonport auf. Ihre englische Großmutter, die sie im Alter von sechs Jahren adoptiert hatte, nahm sie mit nach Großbritannien, wo McKinley seither ihren Sitz hat, jedoch besucht sie jedes Jahr Australien, um für ihre Romane zu recherchieren, die alle dort angesiedelt sind. Ihre bisher (2019) zwölf Romane erschienen lt. Selbstauskunft in 20 verschiedenen Sprachen (Stand Januar 2019).

## Werke
- 1999: Matildas letzter Walzer (Matilda’s Last Waltz)
- 2001: Der Duft des Jacaranda (Jacaranda Vines)
- 2002: Anemonen im Wind (Windflowers)
- 2003: Das Versprechen des Opals (Summer Lightning)
- 2004: Das Lied des Regenpfeifers (Undercurrents)
- 2005: Die Farm am Eukalyptushain (Dreamscapes)
- 2007: Träume jenseits des Meeres (Lands Beyond the Sea)
- 2008: Insel der Traumpfade (A Kingdom for the Brave)
- 2009: Legenden der Traumzeit (Legacy)
- 2012: Der Himmel über Tasmanien (The Ocean Child)
- 2013: Das Land am Feuerfluss (Firestorm)

## Deutschsprachige Hörbücher
Alle Romane von 1999 bis 2008 sind in Deutschland auch als Hörbücher erschienen, die von Joseline Gassen gelesen wurden.